# A cavallo della tigre (film 2002)
A cavallo della tigre è un film del 2002 diretto da Carlo Mazzacurati, rifacimento del film omonimo del 1961 diretto da Luigi Comencini e con Nino Manfredi per protagonista.

## Trama
Guido, guardia privata nei trasporto valori, incontra Antonella in un bar: è un colpo di fulmine. Abbandona la moglie e va a vivere con lei e la figlia Nina. Ha bisogno di soldi e finisce nella rete degli strozzini. Tenta la strada facile e organizza una rapina al supermercato con la complicità di Antonella, ma a causa di un testimone viene preso e imprigionato. A 15 giorni dalla scarcerazione, suo malgrado, rimane invischiato nella fuga dei suoi compagni di cella. Dopo qualche peripezia torna da Antonella ma la trova cambiata: ha speso tutti i soldi della rapina e vive con un altro uomo. Nel frattempo il commissario finalmente capisce chi è il complice di Guido.

## Colonna sonora
La canzone Lei verrà del cantautore Mango è stata usata nelle prime scene del film. Il resto della colonna sonora è invece di Ivano Fossati che aveva già collaborato con il regista nel film Il toro.